# 口笛 (單曲)
《口笛》，是日本樂團Mr.Children的第18張單曲。2000年1月13日發行。

## 簡介
進入21世紀後Mr.Children的首張單曲。這次《口笛》的風格回歸到出道初期那種溫柔、旋律優美的情歌。
最後一次以8cm CD形式發行的單曲。封面是樂團吉他手田原健一坐在鞦韆上的剪影，而剪影中顯示的是一處街景。PV在海外一間廢置學校裡拍攝。
單曲的銷量比上一作《I'LL BE》有了不少的提升，達到72.4萬，是2000年日本單曲銷量第25位。

## 收錄曲目
1. 口笛
作詞、作曲：櫻井和壽；編曲：小林武史 & Mr.Children
2. Heavenly kiss
作詞、作曲：櫻井和壽；編曲：小林武史 & Mr.Children

## 外部連結
- 唱片介紹（页面存档备份，存于） Mr.Children官方網站